# Nedlloyd Delft (schip, 1973)
De Nedlloyd Delft was een containerschip van Nedlloyd dat in 1973 gebouwd werd door Bremer Vulkan. De dubbelschroever werd opgeleverd met twee STAL-LAVAL stoomturbines van opgeteld 81.100 pk die het scherpe ontwerp met slechts een grootspant van Ernst Vossnack en Buijs een vaart gaven van zo'n 30 knopen, terwijl het 2952 TEU kon vervoeren. Daarmee was het met zusterschip Nedlloyd Dejima het toenmalig grootste en snelste containerschip.
Met de twee schepen trad Nedlloyd toe tot de Scanservice, een rond-de-wereld-dienst tussen Europa en het Verre Oosten. Deze dienst van de drie Scandinavische rederijen Det Østasiatiske Kompagni (EAC), Svenska Ostasiatiska Kompaniet en Wilh. Wilhelmsen werd daarop ScanDutch genoemd.
Met de twee stoomturbines lag het brandstofverbruik op zo'n 400 ton per dag bij een dienstsnelheid van 26 knopen, wat door de hoge olieprijs na de oliecrisis van 1973 en de oliecrisis van 1979 steeds minder rendabel werd. Daarom werden de turbines en de Foster Wheeler stoomketels in 1981 bij Mitsubishi Heavy Industries vervangen door twee Sulzer 8RND90 dieselmotoren met opgeteld 50.881 pk waarmee de vaart op zo'n 21 knopen lag. Ook de bulbsteven werd aangepast voor de lagere vaart.
In 1998 arriveerde het schip in Chittagong waar het werd gesloopt.